# Бульё-лез-Анноне
Бульё-лез-Анноне́ (фр. Boulieu-lès-Annonay, окс. Boulieu d'Anonai) — коммуна во Франции, находится в регионе Рона — Альпы. Департамент коммуны — Ардеш. Входит в состав кантона Северный Анноне. Округ коммуны — Турнон-сюр-Рон.
Код INSEE коммуны — 07041.
Бульё-лез-Анноне был разрушен во время религиозных войн.

## Население
Население коммуны на 2008 год составляло 2070 человек.
| 1962 | 1968 | 1975 | 1982 | 1990 | 1999 | 2008 |
| ---- | ---- | ---- | ---- | ---- | ---- | ---- |
| 1343 | 1459 | 1666 | 1767 | 1942 | 2096 | 2070 |

## Экономика

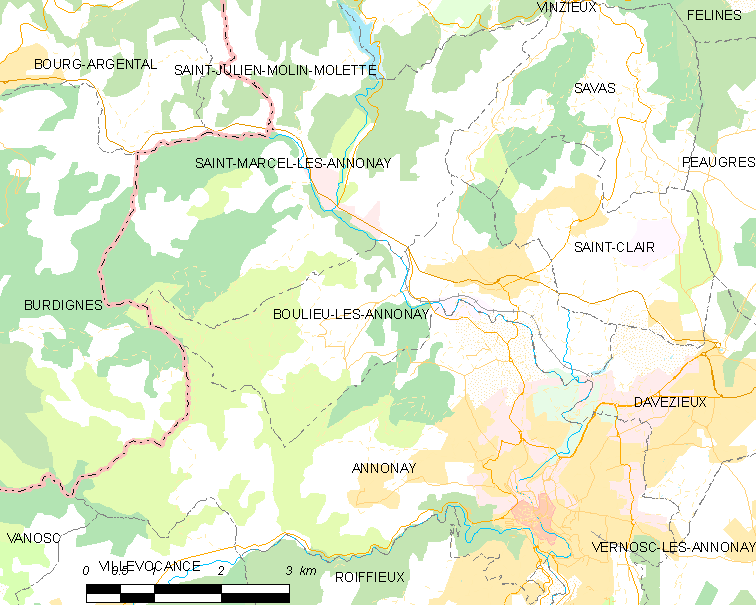
Карта коммуны

В 2007 году среди 1326 человек в трудоспособном возрасте (15—64 лет) 963 были экономически активными, 363 — неактивными (показатель активности — 72,6 %, в 1999 году было 70,3 %). Из 963 активных работали 883 человека (490 мужчин и 393 женщины), безработных было 80 (29 мужчин и 51 женщина). Среди 363 неактивных 106 человек были учениками или студентами, 138 — пенсионерами, 119 были неактивными по другим причинам.

## Достопримечательности
- Средневековая деревня (стены, круглые башни, ворота, дома в стиле эпохи Возрождения).
- Мэрия (здание XVIII века).
- Замок XIX века.
- Церковь XIII века, перестроена в эпоху барокко (XVII век).